# Esenli, Mersin
Esenli là một xã thuộc thành phố Mersin, tỉnh Mersin, Thổ Nhĩ Kỳ. Dân số thời điểm năm 2011 là 433 người.